# Вулиця Іоанна Павла II (Київ)
Ву́лиця Іоа́нна Павла́ II — вулиця в Печерському районі міста Києва, місцевість Саперне поле. Пролягає від вулиці Василя Тютюнника до бульвару Миколи Міхновського.
Прилучаються вулиці Олександра Полякова, Саперне Поле, Ігоря Брановицького, Павла Загребельного, Дмитра Дорошенка, Джона Маккейна, Фортечний тупик і бульвар Марії Приймаченко.

## Історія
Вулиця виникла в 50-ті роки XX століття, коли почала забудовуватися територія місцевості Саперне поле. Спочатку мала назву Новотверська (як продовження Тверської вулиці). З 1961 мала назву вулиця Патріса Лумумби, на честь Патріса Лумумби, першого прем'єр-міністра Демократичної Республіки Конго.
Сучасна назва на честь Івана Павла ІІ, Папи Римського, святого Католицької церкви — з 2016 року.

## Установи та заклади
- Загальноосвітня школа № 47 (буд. № 14)
- Бібліотека № 150 Печерського району (буд. № 19)
- Технікум електронних приладів (буд. № 17)

## Зображення

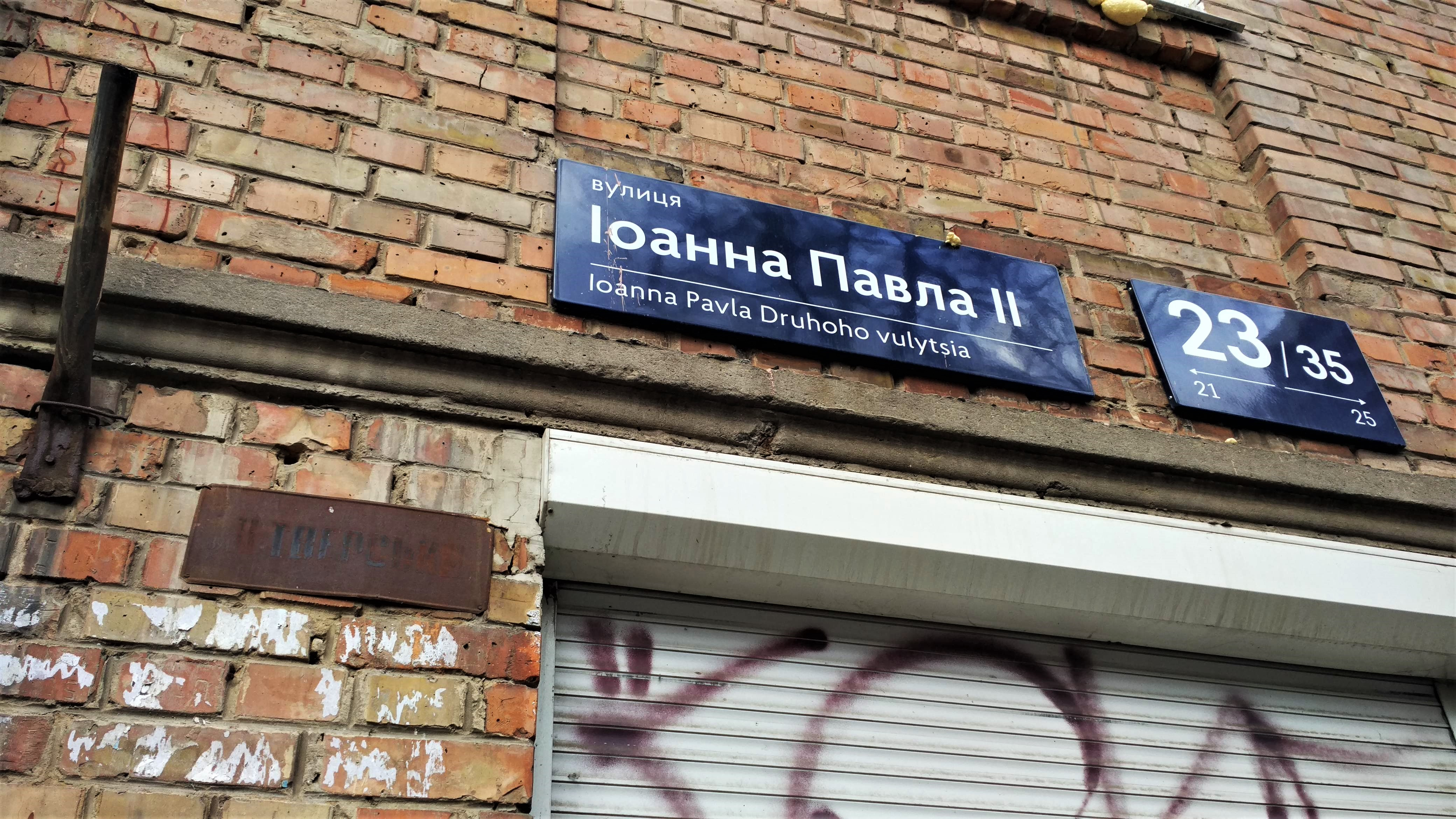
Адресні таблички — з первісною назвою вулиці «Новотверська» та сучасна